# Preußische Generalstabskarte

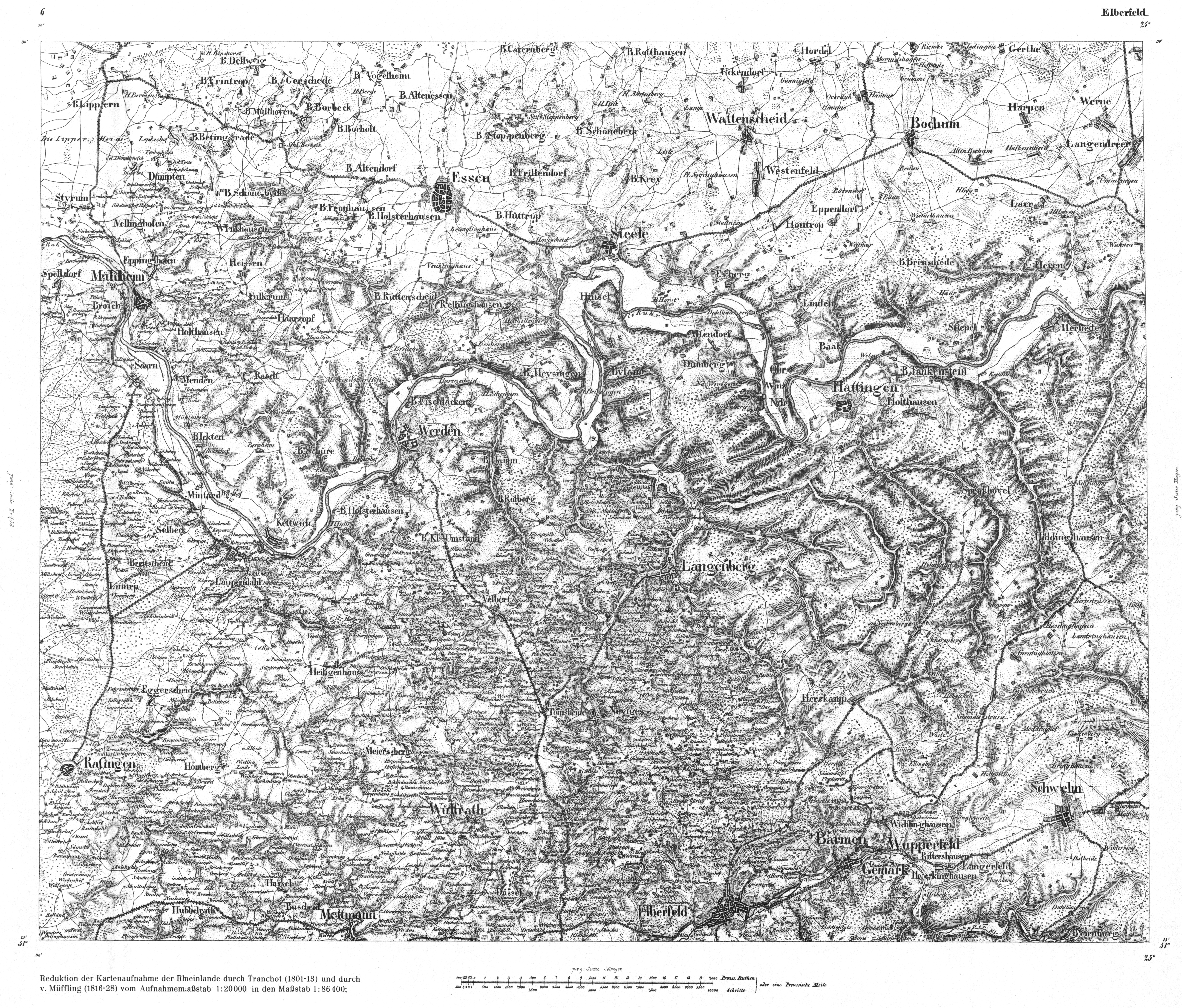
Blatt der Preußischen Generalstabskarte für Essen und Umgebung

Die Preußische Generalstabskarte ist ein Kartenwerk. Es entstand in den Jahren 1816 bis 1847. Aufgrund des Wiener Kongresses brauchte man eine Übersicht des neuen Staatsgebietes.
Für den östlichen Teil Preußens wählte man den Maßstab 1:100.000. Für den westlichen Teil verwendete man den Maßstab 1:86.400 in Anlehnung an die Kartenwerke von Cassini, Le Coq und von Ferraris. Die Karten besitzen keine Höhenangaben und stellen Geländeformen mit Böschungsschraffen dar.
Das Kartenwerk umfasst 85 Kartenbilder mit einem Format von 41 cm × 32 cm. Ergänzt wurde es durch ein „Statistisches Tableau“ mit Angaben über Flächen und Bevölkerungszahlen auf der Basis einer Erhebung aus dem Jahre 1837. Das Kartenwerk wurde nicht veröffentlicht. Auf der Preußischen Generalstabskarte basiert die Karte des Deutschen Reiches.
Auszüge der Karten spielen in der Heimatforschung und in der Familienforschung eine Rolle oder dienen als Schmuck für Druckwerke, siehe Expedition Heimat.